# Hibacetus
Hibacetus — рід цетотеріїдних містіцетів. Останки були знайдені в морських відкладеннях міоцену в Японії.